# Костромской государственный историко-архитектурный и художественный музей-заповедник
Костромско́й госуда́рственный исто́рико-архитекту́рный и худо́жественный музе́й-запове́дник — государственное учреждение культуры, крупнейший музей Костромы и Костромской области. Представляет собой музейное объединение, экспозиции которого размещены в выдающихся архитектурных памятниках города.

## История
История музея восходит к деятельности Костромской губернской учёной архивной комиссии (КГУАК), основанной в 1885 году. В 1891 году при комиссии был создан Музей древностей.
К празднованию 300-летия дома Романовых в 1913 году по проекту городского архитектора Н. И. Горлицына было построено специальное здание в неорусском стиле — Романовский музей. Торжественное открытие состоялось 19 мая 1913 года в присутствии императора Николая II и членов императорской семьи. В новое здание переехала КГУАК со своим Музеем древностей, который стал основой Романовского музея. Первые коллекции музея были посвящены истории царствующей династии.
После революции 1917 года музей неоднократно реорганизовывался. В 1918 году на базе Романовского музея и коллекций Костромского научного общества по изучению местного края (КНОИМК) был создан Музей местного края, позже получивший статус Костромского государственного областного музея.
В советский период музейный фонд активно пополнялся уникальными предметами из национализированных дворянских усадеб (коллекция оружия Черевиных, восточная коллекция Г. А. Ладыженского) и частных собраний, произведениями искусства из Государственного музейного фонда, работами художника Е. В. Честнякова.
В 1958 году в стенах Ипатьевского монастыря был создан Костромской государственный историко-архитектурный музей-заповедник. Масштабные реставрационные работы позволили освободить древние постройки от позднейших искажений и открыть их для посетителей.
В 1993 году, несмотря на протесты музейной общественности, часть территории монастыря (Новый город) была передана в пользование Русской православной церкви. В декабре 2004 года Правительством РФ было принято решение о полной передаче ансамбля Ипатьевского монастыря Костромской епархии РПЦ. Это решение вызвало широкий общественный резонанс и привело к экстренному перемещению более 500 тысяч музейных экспонатов в различные, зачастую неприспособленные для хранения, помещения.
В августе 2005 года произошла реорганизация путём слияния двух крупнейших музеев региона: Костромского государственного объединённого художественного музея и Костромского государственного объединённого историко-архитектурного музея-заповедника (базировавшегося в Ипатьевском монастыре). Новое учреждение получило современное название — Костромской государственный историко-архитектурный и художественный музей-заповедник.
В 2018 году из состава музея-заповедника вышли филиалы в районных центрах Костромской области, став самостоятельными муниципальными музеями:
- Вохомский краеведческий музей
- Макарьевский краеведческий музей
- Межевской историко-художественный музей
- Парфеньевский литературно-художественный музей
- Чухломский краеведческий музей имени А. Ф. Писемского
- Нейский краеведческий музей

## Экспозиции музея
Фонды музея-заповедника представлены постоянно действующими экспозициями и выставками, расположенными в шести исторических зданиях-памятниках в центральной части Костромы: здании бывшего Дворянского собрания, Романовском музее, здании бывшей Гауптвахты, Пожарной каланче, бывших Рыбных (Торговых) рядах и Музее истории Костромского края (бывшая усадьба губернатора).

### Здание Дворянского собрания
Здание Дворянского собрания (1780 год; перестройка 1837–1838 годы) — одно из лучших гражданских сооружений города в стиле классицизма середины XIX века. Представляет собой бывший купеческий особняк, к которому при капитальном ремонте было достроено южное крыло с Белым залом для собраний и изменён декор фасадов и интерьеров. В 1891 году часть здания занял Музей древностей, располагавшийся здесь до 1913 года. Чугунная лестница ведёт на верхнюю галерею, откуда можно пройти в гостиные и парадные залы. В Белом зале примечательны лепные изображения гербов уездных городов Костромской губернии. Костромское Дворянское собрание дважды посещалось российскими императорами: в 1858 году Александром II с супругой Марией Александровной и в 1913 году Николаем II с семьей во время романовских торжеств. В советское время здесь вновь разместились музейные экспозиции.
- Выставки: Посвящены жизни Костромы и костромских дворян в XIX веке, визиту Николая II, истории самого здания.
- «Губернские истории. Маня дорогая, прощай...»: Выставочный проект об истории двух поколений одной костромской семьи второй половины XIX — начала XX веков[10].

### Романовский музей
Здание Романовского музея (1913 год) построено по проекту костромского архитектора Н. И. Горлицына в неорусском стиле. Изначально предназначалось для Музея древностей и Романовского отдела КГУАК. На торжественном открытии 19 мая 1913 года присутствовал император Николай II с семьёй.
- Постоянная экспозиция «Три века искусства»: Представляет художественную коллекцию музея, основу которой составили произведения, переданные Академией художеств и Императорским Эрмитажем к открытию музея в 1913 году, а также работы из Государственного музейного фонда (И. Шишкин, К. Коровин, Н. Клодт) и национализированных усадеб (И. Айвазовский, А. Головин и др.)[11].
- Постоянная экспозиция «Костромское боярство: кадры для трона»: Рассказывает о событиях Смутного времени и истории древних костромских боярских родов (Годуновы, Романовы, Шестовы).
- Постоянная экспозиция «Мое забытое, родное…»: Посвящена жизни и творчеству самобытного русского художника, скульптора и писателя Ефима Васильевича Честнякова[12].

### Здание Гауптвахты
Здание бывшей Гауптвахты (1823—1826 годы, арх. П. И. Фурсов) — памятник архитектуры ампира, одна из достопримечательностей города, входящая в архитектурный ансамбль Сусанинской площади. В здании расположен военно-исторический отдел музея-заповедника.
- Постоянные экспозиции: Посвящены воинам средневековой Руси и Российской императорской армии, участию костромичей в Гражданской и Великой Отечественной войнах, воинским частям Костромского края, оружию из фондов музея.

### Пожарная каланча
Здание Пожарной каланчи (1825 год, арх. П. И. Фурсов) — выдающийся памятник классицизма в России, главный символ Костромы, входящий в ансамбль Сусанинской площади. Здание высотой 35 метров имеет вид античного храма с шестиколонным портиком и смотровой «ротондой». Имеет статус уникального памятника, охраняемого государством и ЮНЕСКО. С 2005 года в здании располагается отдел музея-заповедника — Музей пожарного дела.
- Постоянная выставка: Представлены экспонаты по истории пожарной службы Костромы.

### Рыбные (Торговые) ряды
Здание бывших Рыбных (Торговых) рядов (начало XIX века) — часть крупнейшего в России сохранившегося торгового комплекса XVIII—XIX веков. Здание передано Костромскому музею-заповеднику в августе 2010 года.
- Картинная галерея: Используется как площадка для организации временных художественных выставок.

### Музей истории Костромского края
Музей располагается в бывшей Усадьбе губернатора — памятнике архитектуры конца XVIII — середины XIX веков. После посещения Костромы в 1834 году императором Николаем I весь комплекс городских общественных строений был передан под резиденцию губернатора. В 1913 году, в дни празднования 300-летия династии Романовых, её посетил Николай II. Здание вошло в состав музея-заповедника в 2016 году после реставрации.
- Постоянная экспозиция: Посвящена истории Костромы и Костромской губернии.

## Основные коллекции
Общая численность коллекции музея-заповедника — свыше 500 тысяч музейных предметов. Основу фондов составляют:
- Археология: Предметы по истории Костромы XII—XVII веков, античные коллекции из Северного Причерноморья, материалы из раскопок курганов Древней Руси.
- Живопись: Иконы Костромской школы XVI—XVIII веков, коллекция провинциального портрета, произведения художников русского авангарда (Н. Гончарова, О. Розанова, В. Татлин), русских и советских мастеров (И. Айвазовский, И. Шишкин, И. Левитан, Б. Кустодиев, К. Коровин, З. Серебрякова).
- Графика: Работы русских акварелистов XIX века, коллекция русского лубка, военные плакаты периода Первой мировой, Гражданской и Великой Отечественной войн.
- Скульптура: Работы Е. В. Честнякова (музей — обладатель самой большой коллекции его произведений), русская деревянная полихромная скульптура XVII—XIX вв.
- Оружие: Уникальная коллекция холодного и огнестрельного оружия дворян Черевиных из усадьбы Нероново (XVI—XIX вв.), трофеи русско-турецкой войны 1877—1878 гг., предметы из арсенала Ипатьевского монастыря.
- Нумизматика и фалеристика: Монеты, ордена, медали и знаки отличия XVI—XX веков.
- Ткани: Коллекции дворянской и крестьянской одежды XVIII—XX вв., церковные облачения, предметы декоративно-прикладного искусства, образцы набойки.
- Редкая книга: Уникальные издания XVI—XX веков, в том числе родословные книги, рукописи, военные уставы, карты.
- Дерево: Коллекция расписных прялочных донец, предметы крестьянского быта.
- Металл: Изделия красносельских ювелиров, предметы церковной утвари, бытовые изделия.
- Фарфор и стекло: Изделия русских и западноевропейских заводов XVIII—XX вв.

На базе экспозиций и выставок музея-заповедника и его филиалов проводится более 70 экскурсий различной тематики, представляющих историко-культурное наследие Костромы и Костромской области.

## Структура
В структуре музея-заповедника работают:
- Информационно-образовательный центр «Виртуальный филиал Государственного Русского музея».
- Музейный центр «Щедрое яблоко», реализующий программы по эстетическому, патриотическому, семейному воспитанию, музейной педагогике и музееведению.
- Туристический центр «Визит» (готовится к открытию).
- Белый зал Дворянского собрания используется для проведения музыкальных вечеров, концертов, презентаций и пресс-конференций.

Бывшие филиалы (с 2018 года — самостоятельные муниципальные музеи):
- Буйский краеведческий музей имени Т. В. Ольховик
- Галичский краеведческий музей
- Кологривский краеведческий музей имени Г. А. Ладыженского
- Красносельский музей ювелирного и народно-прикладного искусства
- Мемориальный музей генерала армии М. С. Малинина (пгт Антропово)
- Нерехтский краеведческий музей
- Солигаличский краеведческий музей имени Г. Н. Невельского
- Судиславский краеведческий музей
- Сусанинский краеведческий музей
- Шарьинский краеведческий музей

## Награды
- Опыт участия Костромского музея-заповедника в международных выставочных проектах отмечен призом «Золотая пальма» в 1997 году (Certificate International Programme «Partnership for the sake of progress». München — Tel-Aviv).
- Коллектив музея — победитель конкурса «Авангард туриндустрии», проводившегося администрацией Костромской области, в номинациях «Лучшая туристическая программа по Костромской области» (2006), «Лучший экскурсовод — 2007».

 (5 февраля 2024 года) — за заслуги в развитии отечественной культуры и искусства, многолетнюю плодотворную деятельность.